# Pulsatrix perspicillata saturata
Il gufo dagli occhiali fuligginoso (Pulsatrix perspicillata saturata Ridgway, 1914) è una sottospecie di gufo dagli occhiali diffusa dal sud del Messico fino ad est di Panama. Essa si differenzia dalle altre sottospecie poiché è più scura e presenta delle fini striature sulle ali e delle barrature sulla coda.

## Descrizione

### Aspetto
Si caratterizza dallo scuro piumaggio delle ali e del leggermente più scuro piumaggio del capo, il quale va da un marrone molto scuro fino ad un nero fuligginoso, da cui prende il nome comune. Ha delle sottili striature sulle ali e delle barrature sulla coda e sulle gambe, le quali possono essere più o meno evidenti come la striatura delle scapolari e delle copritrici in parte nascosta e talvolta fortemente evidenti, con un'alternanza di bianco e nero scuro. Il busto si divide in due fasce a volte in modo disordinato e variabile, la prima fascia è nera, marrone molto scuro o seppia e la seconda che occupa interamente la parte inferiore del busto è gialla, a volte color cannella, nella quale è presente un'intensificazione del colore verso il basso. Le zampe e i tarsi hanno un colore uniforme.
Il gufo dagli occhiali fuligginoso non presenta un marcato dimorfismo sessuale, difatti maschi e femmine non sono riconoscibili dall'aspetto esteriore tranne che per le dimensioni maggiori della femmina.

### Dimensioni
Il maschio è lungo tra i 39 e i 49,5 cm e le singole ali misurano tra i 31,4 e i 34,7 cm; la coda è lunga tra i 17,75 e i 21,5 centimetri e il culmine dalla cera misura tra i 2,7 e i 3 cm. La femmina invece è lunga tra i 40 e i 51 cm e le ali misurano tra i 31,7 e i 36 cm; la coda è lunga tra i 16,4 e i 20,4 centimetri e il culmine misura tra i 2,7 e i 3,25 cm.

## Distribuzione e habitat
È diffuso dal sud del Messico fino al canale di Panama ed è più numeroso nella Costa Rica e a Panama. Vive maggiormente nelle pianure e localmente nelle zone entroterra, raggiunge fino ai 1.350 m nelle zone subtropicali più basse.

### Libri
- (EN) Donald Ryder Dickey, Adriaan Joseph Van Rossem, The birds of El Salvador, Chicago, Field Museum of Natural History, 1938, ISBN non esistente.
- (EN) C. E. Hellmayr, Boardman Conover, Catalogue of birds of the Americas and the adjacent islands in Field Museum of Natural History, Chicago, Field Museum of Natural History, 1918, ISBN non esistente.

### Pubblicazioni
- (EN) Harvard University, An ornithological survey in the caribbean lowlands of Honduras, in Bulletin of the Museum of Comparative Zoology at Harvard College, LXIX, n. 12, 1914,  pp. 395-478. URL consultato il 28 aprile 2012.
- (EN) Smithsonian Institution, United States National Museum e United States Dept. of the Interior, Bulletin 50, in Bulletin - United States National Museum, VI, n. 50, 1914,  p. 882. URL consultato il 28 aprile 2012.
- (EN) Smithsonian Institution, The birds of the Republic of Panama, in Smithsonian miscellaneous collections, CL, n. 2, 1968,  p. 605. URL consultato il 28 aprile 2012.